# Tipula stalagmites
Tipula stalagmites är en tvåvingeart som beskrevs av Alexander 1915. Tipula stalagmites ingår i släktet Tipula och familjen storharkrankar. Inga underarter finns listade i Catalogue of Life.